# Pseudonicarete peyrierasi
Pseudonicarete peyrierasi là một loài bọ cánh cứng trong họ Cerambycidae.